# Trjochgorny
Trjochgorny (russisch Трёхгорный) ist eine Stadt in der Oblast Tscheljabinsk (Russland) mit 33.670 Einwohnern (Stand 14. Oktober 2010).

## Geografie
Die Stadt liegt an der Westflanke des Südlichen Ural etwa 190 km südwestlich der Oblasthauptstadt Tscheljabinsk und 5 km südlich der Stadt Jurjusan am Fluss Jurjusan, einem linken Nebenfluss der Ufa im Flusssystem der Kama.
Trjochgorny ist der Oblast administrativ direkt unterstellt und gehört zu den Geschlossenen Städten Russlands.
Wenige Kilometer nordöstlich der Stadt verläuft die Fernstraße M5 Moskau–Tscheljabinsk.

## Geschichte
Als offizielles Gründungsdatum gilt der 9. April 1952, als man begann, eine Siedlung um ein geheimes Forschungszentrum zur Entwicklung atomarer Waffen zu errichten. Stadtrecht erhielt der Ort am 28. Oktober 1955. Zunächst trug die Stadt den Tarnnamen Slatoust-20 und ab 1967 Slatoust-36. Den heutigen Namen – von russisch tri gory für drei Berge – erhielt die Stadt 1993.

### Bevölkerungsentwicklung
| Jahr | Einwohner |
| ---- | --------- |
| 2002 | 34.290    |
| 2010 | 33.670    |

Anmerkung: Volkszählungsdaten

## Wirtschaft
In Trjochgorny befinden sich das Staatliche Forschungszentrum für U-Boot-gestützte strategische Raketen sowie ein Werk für Steuergeräte für Kernkraftwerke. Daneben Bauwirtschaft und Leichtindustrie.
Seit der teilweisen Öffnung der Stadt in den 1990er Jahren entstand am nahe gelegenen, 858 Meter hohen Berg Sawjalicha ein alpines Skisportzentrum, welches man überregional bekannt zu machen versucht.

## Söhne und Töchter der Stadt
- Jegor Korotkow (* 1986), Freestyle-Skier
- Kirill Denissow (* 1988), Judoka
- Julija Liwinskaja (* 1990), Freestyle-Skierin